# Taous (prénom)
 (juillet 2025).
Taous (طاوُوس) est un prénom féminin d'origine arabe. Il signifie paon en arabe, oiseau galliforme de la famille des phasianidés,.
Ce prénom, actuellement désuet, est porté en Algérie et en Tunisie.